# Золотовичи (Дубровенский район)
Золотовичи (бел. Залатаві́чы) — деревня в Дубровенском районе Витебской области Республики Беларусь. В составе Волевковского сельсовета.

## География
Ближайшие населённые пункты Маслино (Дубровенский район, Витебская область), Черныши (Смоленская область) и др.

## Этимология
Ойконим Золотовичи образован лексико-семантическим способом от предшествовавшего ему коллективного прозвища первопоселенцев золотовичи.

## История
С 1910 года в Баевской волости Горецкого уезда Могилёвской губернии Российской империи.

## Население

### Численность
- 2009 год — 3 жителей

### Динамика
- 1857 год — 107 жителей[4]
- 1910 год — 29 дворов, 107 муж., 128 жен.[3]
- 1999 год — 8 жителей (перепись населения)
- 2009 год — 3 жителей (перепись населения)[3]

## Улицы
- Центральная

## Достопримечательность
- Воинское захоронение. В братской могиле захоронено более 89 воинов, погибших в годы Великой Отечественной войны в районе деревень Золотовичи, Маслино. Памятник в виде скульптуры воина, установлен в 1960 году. Высота — 3 м.